# 第五倫
第五 倫（だいご りん、生没年不詳）は、後漢の官僚・政治家。字は伯魚。本貫は京兆尹長陵県。

## 経歴
新の王莽の末年、中原を揺るがす反乱が起こると、第五倫は郷里の長陵県に堅固な営壁を築いて、反乱に対して抗戦した。銅馬軍や赤眉軍が前後数十回攻撃したが、長陵県を落とすことはできなかった。第五倫が営長として京兆尹の鮮于褒のもとを訪れると、鮮于褒は第五倫を非凡な人物とみなして、吏として任用した。
第五倫は後に郷嗇夫となった。官での栄達に見切りをつけ、家族を率いて河東郡に移り、姓名を変えて王伯斉と自称し、塩の運送で太原郡や上党郡とのあいだを往来した。
数年後、鮮于褒が第五倫のことを京兆尹の閻興に推薦したため、閻興は第五倫を召し出して主簿とした。ときに長安では鋳銭における不正が多かったため、閻興は第五倫を督鋳銭掾に任じ、長安の市を管轄させた。
51年（建武27年）、孝廉に察挙され、淮陽国医工長に任じられ、淮陽王劉延に従って淮陽国に赴任した。53年（建武29年）、劉延に従って洛陽に入朝し、政事について光武帝に諮問され、その応答が気に入られて歓談した。夫彝県令に任じられたが、着任しないうちに会稽太守に転じた。
62年（永平5年）、罪に問われて洛陽に召還され、免官されて郷里に帰った。自ら農耕にいそしみ、人と交際しなかった。66年（永平9年）、宕渠県令に任じられた。69年（永平12年）、蜀郡太守に転じた。
75年（永平18年）11月、牟融に代わって司空となった。章帝は明徳太后のために、その兄の馬廖を尊崇し、馬廖の兄弟たちをそろって職任につかせた。第五倫は外戚の権力を抑制するよう上疏した。馬氏が失脚し、竇氏が権勢をふるうようになると、第五倫は再び上疏した。
第五倫は老病を理由にたびたび引退を願い出た。86年（元和3年）5月、司空を罷免された。引退後も太守なみの2000石の俸禄を終身与えられた。数年後、八十数歳で死去した。
末子の第五頡が後を嗣ぎ、桂陽郡・廬江郡・南陽郡の太守を歴任し、順帝が即位すると将作大匠に抜擢された。第五倫の曾孫の第五種がまた知られた。

## 人物・逸話
- 第五氏の祖先は斉の田氏であり、田氏のうちで園陵に移住する者が多かったため、その順番を氏とした。
- 第五倫は若くして志操堅固で節義ある行いがあった。
- 鮮于褒が罪に問われて京兆尹から高唐県令に左遷されると、去るにあたって、第五倫の肘を握って、「知り合うのが遅かったことが恨めしい」と言って別れた。
- 第五倫は郷嗇夫となり、租税の賦課を公平にし、道理と感情にかなった裁断をおこなったため、人の歓心を得た。
- 第五倫が変名を名乗り、塩の運送を生業とするようになると、立ち寄る場所ごとに人糞を除去して去り、路上では道士と称したので、親友や旧友たちはかれがどこにいるのか知らなかった。
- 第五倫が長安の市を管轄するようになると、秤や枡を公平にし、市での不正をなくしたので、民衆は喜んだ。
- 第五倫は光武帝の詔書を読むたびに、「これは聖主である。一度お会いすれば決断してくださるだろう」と嘆息した。同僚たちは「おまえは下級官吏の身に過ぎないのに、万乗の天子を動かすことができると思っているのか」と言って笑った。第五倫は「まだ知遇を得られておらず、道を同じくしていないからというだけだ」と答えた。
- 第五倫は会稽太守となったが、自ら草を刈り馬を養い、その妻も自ら飯を炊いた。俸禄は1カ月の食糧分を受け取るだけで、残りはみな貧窮した者たちに分与した。
- 会稽郡では牛を殺して占う土俗信仰が流行していた。第五倫が会稽に着任すると、みだりに牛を殺す者を処罰し、その風習を禁絶した。
- 第五倫が宕渠県令となると、郷佐の玄賀を抜擢した。玄賀は後に九江郡や沛郡の太守となり、大司農まで上った。

## 伝記資料
- 『後漢書』巻41 列伝第31